# Nord universitet
Nord universitet (lulesamisk: Nuortta universitiehtta, sydsamisk: Noerhte universiteete, engelsk: Nord University) er et norsk universitet, der blev oprettet den 1. januar 2016 ved en fusion af Universitetet i Nordland, Høgskolen i Nesna og Høgskolen i Nord-Trøndelag. Universitetet har sit hovedsæde bydelen Mørkved i Bodø. Derudover har det campusser i Mo i Rana, Nesna, Stokmarknes i Hadsel kommune, Steinkjer, Levanger, Namsos og Stjørdalshalsen i Stjørdal kommune.
I 2021 havde Nord Universitet 1.364 ansatte og 11.705 studerende.